# Афонин, Денис Александрович
Денис Александрович Афонин (род. 29 апреля 1995, Краснодар) — российский гандболист, разыгрывающий клуба «Чеховские медведи». Мастер спорта России.

## Карьера
Выступал за различные молодежные команды из системы СКИФа, потом провел несколько сезонов в «СГАУ-Саратов», а затем вернулся в Краснодар. В 2021 году перешёл в клуб «Донские казаки – ЮФУ». Летом 2022 года стал игроком ЦСКА. Перед сезоном 2023/24 перешёл в клуб «Пермские медведи». 19 марта 2025 стал игроком «Чеховских медведей»/

## Достижения
Командные
- Чемпион России: 2023
- Финалист Кубка России: 2021, 2024
- Финалист Суперкубка России: 2024

Личные
- Лучший бомбардир Чемпионата России: 2020/21
- Лучший разыгрывающий Чемпионата России: 2020/21